# Ющук Степан Іванович
Степан Іванович Ющук (* 17 вересня 1939, Бусьно, Грубешівський повіт, Люблінське воєводство) — радянський та український фізик, доктор технічних наук (1999). Професор кафедри фізики Національного університету «Львівська політехніка».
Закінчив фізичний факультет Львівського університету (1961).
- Кандидат наук (1970);
- Доктор наук (1999).

Основоположник науково-технічного напрямку з розробки нових магнітних матеріалів. Першим започаткував у західному регіоні СРСР науковий напрямок із дослідження матеріалів методом ядерного гамма-резонансу.
Автор 214 наукових праць, 8 свідоцтв та патентів на винаходи.